# Nussecke

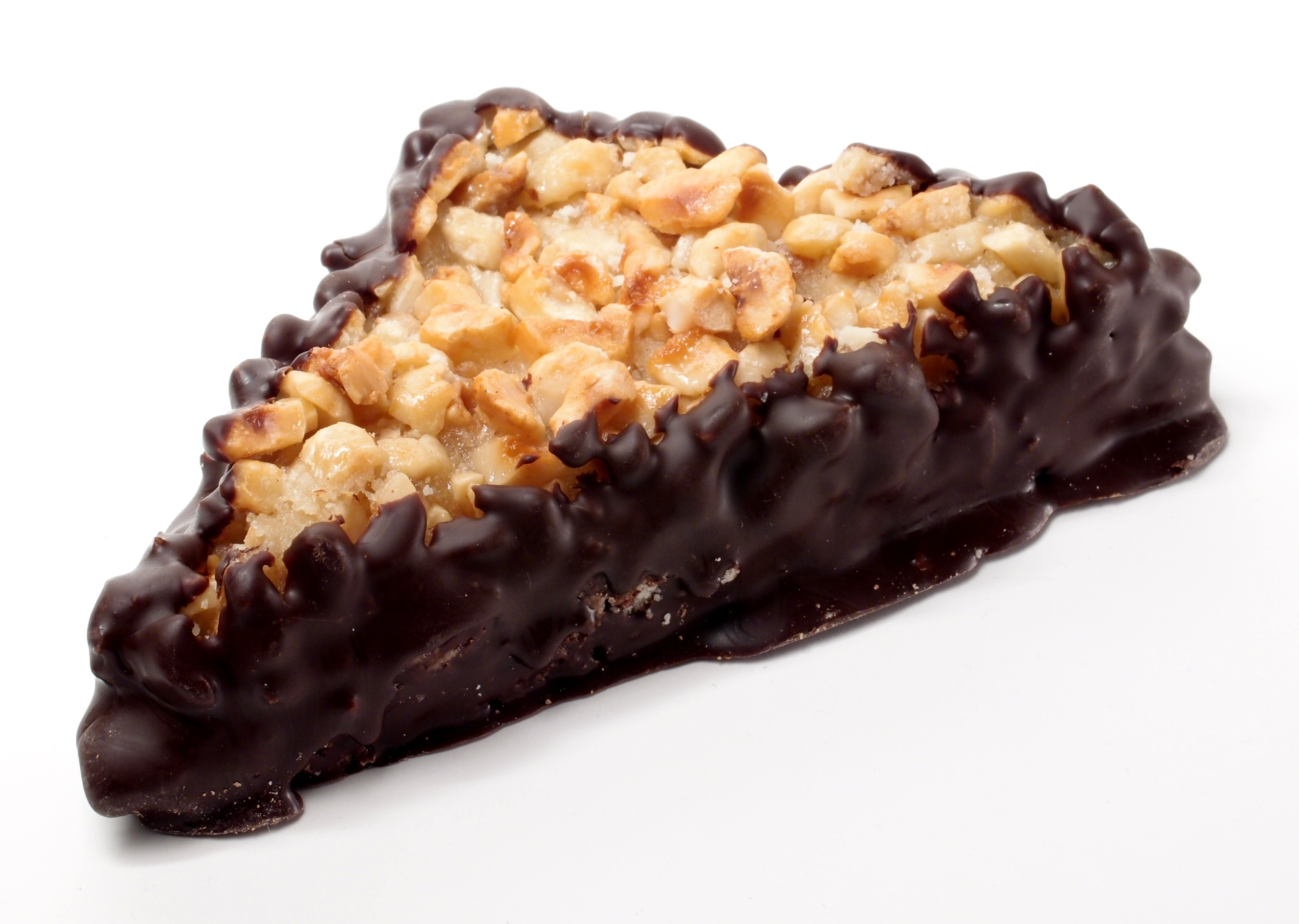
Nussecke

Een nussecke (Duits, letterlijk "notenhoek") is een Duits soort gebak. Een nussecke bestaat uit een bodem van zanddeeg welke men bedekt met geraspte noten, suiker, vet en soms slagroom. Onder deze laag brengt men vaak nog marmelade van abrikozen aan.
Het deeg wordt in ongeveer 15 minuten bij circa 180 °C gebakken en daarna eerst in lauwe toestand in stroken gesneden. Vervolgens verdeelt men de stroken verder in driehoeken of rechthoeken. Vervolgens dompelt men deze driehoeken of rechthoeken onder in een bad van chocolade of couverture.
Nussecken zijn in Duitsland in de meeste banketbakkerijen of konditoreien te verkrijgen. Het is geen specialiteit van een bepaalde streek. In Nederland en België zijn nussecken onder andere te koop bij de Duitse discountsupermarkt Lidl.
De nussecke is in Duitsland onder andere bekend van de populaire schlagerzanger Guildo Horn die regelmatig wereldkundig maakt dat de nussecke zijn lievelingszoetigheid is. Zo zong hij op het Eurovisiesongfestival 1998 in het lied "Guildo hat euch lieb" over "Nussecken und Himbeereis".
De grootste nussecke ter wereld werd op 17 december 2010 in Koblenz op het Deutsches Eck gemaakt. Deze record-nussecke mat 5,7 bij 5,7 bij 9 meter en woog 450 kg. Het record is opgenomen in het Guinness Book of Records.